# Nævus multiple de Spitz
Le nævus multiple de Spitz est une maladie dermatologique associant plusieurs nævus juvéniles (groupés ou disséminés), à composante vasculaire (alors que les nævus de Spitz sont habituellement des lésions bénignes et solitaires.

## Diagnostic différentiel
- histiocytose cutanée non lipidique.